# Clariola luteiventris
Clariola luteiventris là một loài ruồi trong họ Asilidae. Clariola luteiventris được Meijere miêu tả năm 1913. Loài này phân bố ở miền Australasia.